# Liste der Eiffelturm-Nachbildungen und Derivate

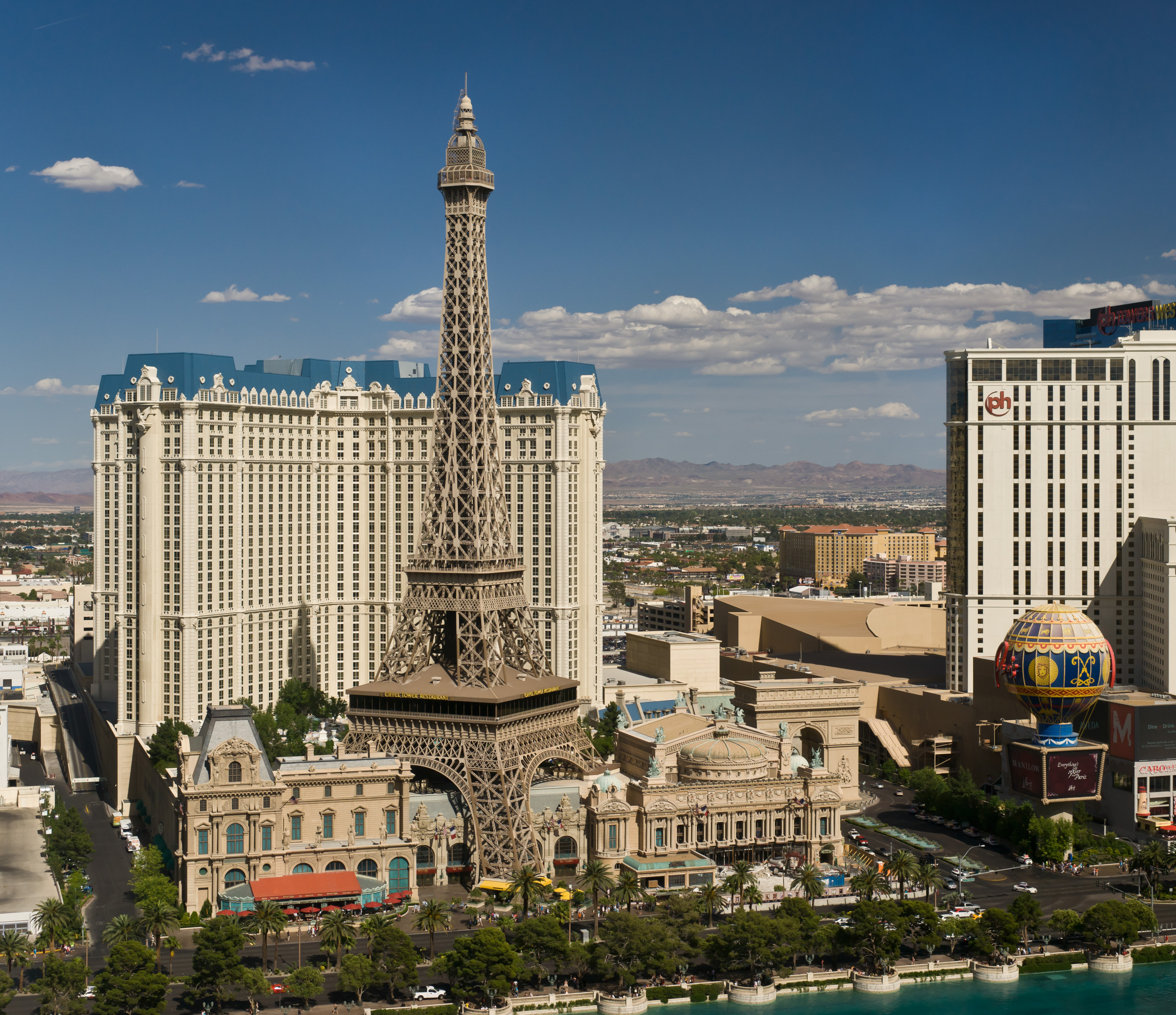
Die 165 Meter hohe Eiffelturm-Nachbildung am Paris Las Vegas (erbaut 1999)

Als Architekturikone diente der Eiffelturm zur Inspiration für den Bau von über 30 Duplikaten und ähnlichen Türmen auf der ganzen Welt. Dabei ist zwischen Repliken, die meistens in Freizeitparks oder Miniaturwelten stehen, und baulichen Anlehnungen wie dem 333 Meter hohen Tokyo Tower zu unterscheiden.
Der Eiffelturm war eine Inspiration für den Blackpool Tower in England, der unter Beweis stellte, dass ein Turm eine rentable Touristenattraktion sein kann. Der Blackpool Tower ist kein Replikat des Eiffelturms und unterscheidet sich vom Pariser Turm in vielerlei Hinsicht. So ist er mit 158 m nur etwa halb so hoch wie der Eiffelturm mit 324 m. Er steht nicht frei und sein Fundament ist ein Gebäude. Er wurde, wie eine Reihe von Türmen einschließlich des New Brighton Tower, von den britischen Architekten Maxwell und Tuke entworfen.
Weitere Nachbauten mit der charakteristisch sich nach oben verjüngenden Formgebung folgten insbesondere im europäischen Raum bis zum Beginn des Zweiten Weltkrieges. Erst mit dem Bau des Stuttgarter Fernsehturms, dem ersten aus Stahlbeton, kehrte man allmählich von der durch den Eiffelturm vorgegebenen Typisierung ab und suchte nach neuen Formen. Als Replik in vielen Freizeitparks erfuhr er seit den 1980er Jahren eine erneute Würdigung. Die bisher höchste Replik mit einem Maßstab von 1:2, also 165 Metern, steht am Hotelkomplex Paris Las Vegas in Las Vegas und beherbergt wie sein französisches Pendant eine Aussichtsplattform und ein Restaurant.

## Nachbauten mit bekannter Höhe
Vom Eiffelturm inspirierte Türme sind hier aufgelistet, absteigend in Höhe und Maßstab:
| Name                                       | Standort                                                         | Höhe (m)          | Maßstab      | Geo- Koordinaten                  | Kurzinformationen | Bild    |
| ------------------------------------------ | ---------------------------------------------------------------- | ----------------- | ------------ | --------------------------------- | --- | ------- |
| Watkin’s Tower                             | Vereinigtes Königreich Wembley, Greater London                   | 358 (geplant)     | 1:1          | 51° 33′ 20″ N, 0° 16′ 46″ W       | Baubeginn 1891, Abriss 1907, wurde nie fertiggestellt. |         |
| Long Ta                                    | China Harbin, Provinz Heilongjiang                               | 336               | 1:1          | 45° 44′ 45,6″ N, 126° 40′ 28″ O   | Fernseh- und Aussichtsturm. Long Ta heißt wörtlich „Drachenturm“. |         |
| Tokyo Tower                                | Japan Minato, Tokio                                              | 332,5             | 1:1          | 35° 39′ 31″ N, 139° 44′ 44″ O     | |         |
| Sender Crystal Palace                      | Vereinigtes Königreich London Borough of Bromley, Greater London | 219               |              | 51° 25′ 27″ N, 0° 4′ 30″ W        | | Cp mast |
| Fernsehturm Nagoya                         | Japan Nagoya                                                     | 180               | 1:2          | 35° 10′ 20″ N, 136° 54′ 30″ O     | |         |
| New Brighton Tower                         | Vereinigtes Königreich New Brighton, Wallasey, Merseyside        | 173               | 1:2          | 53° 26′ 14″ N, 3° 2′ 13″ W        | 1900 fertiggestellt, ab 1921 abgerissen. |         |
| Las Vegas Eiffel Tower                     | USA Paris Las Vegas, Hotel und Casino am Las Vegas Strip, Nevada | 165               | 1:2          | 36° 6′ 45″ N, 115° 10′ 20″ W      | |         |
| Sender Ismaning                            | Deutschland Ismaning, Bayern                                     | 163               | 1:2          | 48° 15′ 1″ N, 11° 45′ 0″ O        | Holzkonstruktion als Sendemast für Mittelwelle, 1983 abgerissen. |         |
| The Parisian                               | China Cotai Strip, Macau                                         | 162               | 1:2          | 22° 8′ 37,1″ N, 113° 33′ 46,2″ O  | Am 13. September 2016 fertiggestellt und eröffnet. |         |
| Berliner Funkturm                          | Deutschland Berlin                                               | 150               | 1:2          | 52° 30′ 18,2″ N, 13° 16′ 41,5″ O  | |         |
| Fernsehturm Sapporo                        | Japan Sapporo                                                    | 147,2             | ~1:2         | 43° 3′ 40″ N, 141° 21′ 23,3″ O    | |         |
| KBS-Sendeturm Seoul                        | Südkorea Seoul                                                   | 113               | 1:3          | 37° 33′ 4,1″ N, 46° 59′ 14,8″ O   | |         |
| Eiffelturm in Tiandu, auch Tianducheng     | China Hangzhou                                                   | 108               | 1:3          | 30° 23′ 6,7″ N, 120° 14′ 36,6″ O  | Das gesamte Wohnviertel Tiandu/Tianducheng ist Paris nachempfunden. |         |
| Eiffelturm von Window of the World         | China Shenzhen                                                   | 108               | 1:3          | 22° 32′ 13,3″ N, 113° 58′ 9,5″ O  | |         |
| Eiffel Tower                               | USA Kings Island Amusement Park, Mason, Ohio                     | ≈101              | 1:3          | 39° 20′ 36″ N, 84° 16′ 1″ W       | |         |
| Eiffel Tower                               | USA Kings Dominion Amusement Park, Doswell, Virginia             | ≈101              | 1:3          | 37° 50′ 23″ N, 77° 26′ 43″ W      | |         |
| Tour métallique de Fourvière               | Frankreich Lyon                                                  | 85,9              | 1:4          | 45° 45′ 49,6″ N, 4° 49′ 20,2″ O   | Radiosender, ursprünglich Aussichtsturm. Baubeginn 1892 als bewusste Zeichensetzung der republikanischen, laizistischen Fraktion der Bürgerschaft und Herausforderung des Symbols der katholisch-konservativen Kreise, die die benachbarte Marienbasilika von Notre-Dame de Fourvière errichtet hatten.                                                                            |         |
| Eiffelturm-Replik in Karatschi             | Pakistan Bahria Town, Karatschi                                  | 80                | 1:4          | 25° 8′ 11,3″ N, 67° 21′ 0,8″ O    | Gebaut im Jahr 2019, eröffnet am 31. Dezember 2020. Die Siedlung Bahria Town in Karatschi ist im Besitz des gleichnamigen Immobilienunternehmens. |         |
| Eiffelturm-Replik in Lahore                | Pakistan Bahria Town, Lahore                                     | 80                | 1:4          | 31° 21′ 20,8″ N, 74° 11′ 5,3″ O   | Gebaut im Jahr 2014. Die Siedlung Bahria Town in Lahore ist im Besitz des gleichnamigen Immobilienunternehmens. |         |
| Torre del Reformador                       | Guatemala Guatemala-Stadt                                        | 75                | 1:5          | 14° 36′ 46,9″ N, 90° 31′ 0,5″ W   | Errichtet im Jahr 1935. |         |
| Torre Eiffel                               | Mexiko Gómez Palacio, Durango                                    | ≈68, ≈58 oder ≈48 | 1:6          | 25° 32′ 59,5″ N, 103° 28′ 44,7″ W | Zur Höhe gibt es in den verschiedenen Quellen drei konkurrierende Angaben. Wurde 2007 von der französisch-sprachigen Gemeinde gespendet, vor allem von der Familie des französischen Honorarkonsuls in der Region. |         |
| Tsūtenkaku                                 | Japan Osaka                                                      | 64                | 1:6          | 34° 39′ 8″ N, 135° 30′ 22″ O      | Im Luna Park; abgebrannt 1945, in anderem Design wieder aufgebaut. Der Name bedeutet wörtlich „zum Himmel reichender Turm“. |         |
| Aussichtsturm Petřín (Petřínská rozhledna) | Tschechien Prag                                                  | 63,5              | 1:6          | 50° 5′ 0,8″ N, 14° 23′ 42,2″ O    | im Unterschied zum Original achteckiger Grundriss |         |
| Eiffelturm Slobozia                        | Rumänien Slobozia                                                | 54                | 1:6          | 44° 33′ 27″ N, 27° 19′ 59″ O      | |         |
| Eiffelturm Parisch                         | Russland Parisch, Oblast Tscheljabinsk                           | 50                | 1:6          | 53° 17′ 51″ N, 60° 5′ 59,5″ O     | Von der Telefongesellschaft South Ural Cell Telephone (SUCT, Южно-Уральский сотовый телефон [ЮУСТ], „Mobiltelefon Südural“) als Sendemast für Mobilfunk gebaut, 2005 eingeweiht. Parisch (Париж) heißt „Paris“ auf Russisch. |         |
| AWA-Hochhaus                               | Australien Sydney, New South Wales                               | 46                | 1:6          | 33° 52′ 1″ S, 151° 12′ 20″ O      | |         |
| Bordeaux Tower                             | USA Fayetteville, North Carolina                                 | ≈45               | 1:6          | 35° 1′ 48″ N, 78° 55′ 50″ W       | |         |
| Aussichtsturm im Zoo Kopenhagen            | Dänemark Kopenhagen                                              | 43,5              | 1:6          | 55° 40′ 19,2″ N, 12° 31′ 24,7″ O  | Holzkonstruktion |         |
| Torre Eiffel Sabaneta                      | Kolumbien Sabaneta, Antioquia                                    | 42                | 1:7,5        | 6° 8′ 56,9″ N, 75° 36′ 33,2″ W    | Steht in einer seit 2019 entwickelten Wohnanlage mit dem Thema Paris. |         |
| Tour d’Eiffel de Fes                       | Marokko Fès                                                      | 39                | 1:9          |                                   | 2012 gebaut, um die Beziehungen der Städte Fès und Paris zu würdigen. Nach Protesten spätestens 2016 wieder abgebaut und auf ein privates Landgut des damaligen Bürgermeisters Hamid Chabat gebracht. |         |
| Eiffelturm Pojana Maggiore                 | Italien Pojana Maggiore, Venetien                                | 38                | ≈1:9         | 45° 18′ 58,1″ N, 11° 30′ 15,1″ O  | Wurde 1999 im Ortsteil Cagnano durch einen lokalen Betrieb errichtet; die Einzelteile wurden im Laserschnitt-Verfahren hergestellt. |         |
| Bambus-Eiffelturm                          | Indonesien Region Tasikmalaya                                    | 36                | ≈1:9         |                                   | Bambus-Konstruktion; 1898 im damaligen Niederländisch-Indien zu Ehren der Krönung der Königin Wilhelmina errichtet. Die weitere Geschichte des Turms ist unbekannt. |         |
| Eiffelturm Charkiw                         | Ukraine Charkiw                                                  | 35                | ≈1:9         | 49° 59′ 23,8″ N, 36° 17′ 19,6″ O  | neben einem Einkaufszentrum mit französischem Themenschwerpunkt |         |
| Eiffelturm Goldstrand                      | Bulgarien Goldstrand bei Warna                                   | 32,4              | 1:10 (exakt) | 43° 17′ 3,9″ N, 28° 2′ 39,1″ O    | Gebaut als Touristenattraktion im Ferienort, dient als Aussichtsturm und Cocktailbar. |         |
| Eyffela                                    | Frankreich Chambretaud, Vendée                                   | 32                | 1:10         | 46° 55′ 20,7″ N, 0° 57′ 45″ W     | |         |
| Eiffelturm Malayer                         | Iran Malayer, Hamadan                                            | ≈32               | 1:10         | 34° 18′ 56,8″ N, 48° 49′ 0,1″ O   | Teil eines Miniaturenparks |         |
| Eiffelturm Paris Center                    | Israel Paris Center, Netiwot                                     | 32                | 1:10         | 31° 25′ 3″ N, 34° 35′ 41,7″ O     | Steht in einer Einkaufspassage. |         |
| Eiffelturm Parysch                         | Belarus Parysch, Woblasz Wizebsk                                 | 30                | 1:10         | 55° 9′ 21,9″ N, 27° 23′ 8,6″ O    | Eher freie Nachbildung, ähnlich schlank wie der Berliner Funkturm, mit nachts beleuchtetem Kreuz an der Spitze. Errichtet auf Initiative des katholischen Pfarrers der Kirche im Nachbarort Mosar. Parysch (Парыж) heißt „Paris“ auf Belarussisch. |         |
| Torre Eiffel de Umuarama                   | Brasilien Umuarama, Paraná                                       | 30                | 1:10         | 23° 50′ 3,4″ S, 53° 21′ 25,7″ W   | Gilt als besonders gelungen. |         |
| Eiffelturm Kisch                           | Iran Kisch                                                       | 30                | 1:10         | 26° 32′ 13,5″ N, 54° 1′ 14,2″ O   | 2018 als Teil des Einkaufszentrums Pardis 1 errichtet. |         |
| Torre Eiffel                               | Spanien Parque Europa, Torrejón de Ardoz, Madrid                 | 30                | 1:10         | 40° 26′ 23″ N, 3° 27′ 35″ W       | Vollendet 2010; Teil eines Miniatur-Themenparks. |         |
| Eiffelturm Samarqand                       | Usbekistan Samarqand                                             | ≈30               | 1:10         | 39° 23′ 36,9″ N, 66° 32′ 33,9″ O  | Im Sogdiana-Aquapark. |         |
| Eiffel Tower                               | USA Themenpark Epcot, Lake Buena Vista, Florida                  | 23                | 1:14         | 28° 22′ 6,9″ N, 81° 33′ 11,9″ W   | |         |
| Gipfelkreuz Monte Amiata                   | Italien Amiata, Toskana                                          | 22                |              | 42° 53′ 16,6″ N, 11° 37′ 30,1″ O  | Gipfelkreuz |         |
| Torre Eiffel                               | Mexiko Guadalajara, Jalisco                                      | ≈20               | 1:16         | 20° 41′ 38,8″ N, 103° 16′ 18,1″ W | Befindet sich direkt neben einer mehrspurigen Umgehungsstraße auf dem Gelände der Colonia Bethel neben der Kirche Templo de La Luz del Mundo („Tempel des Lichts der Welt“) im Nordosten Guadalajaras. Daneben steht eine Nachbildung der Freiheitsstatue. |         |
| Paris, Texas, Eiffel Tower                 | USA Paris, Texas                                                 | 20                | 1:16         | 33° 38′ 23,5″ N, 95° 31′ 25,9″ W  | Der Turm wurde 1993 errichtet, der riesige, rote Cowboyhut wurde 1998 hinzugefügt. |         |
| Eiffelturm Filiatra                        | Griechenland Filiatra, Messenien                                 | 18                | 1:18         | 37° 9′ 44″ N, 21° 34′ 59″ O       | |         |
| Eiffel Tower (Paris, Tennessee)            | USA Paris, Tennessee                                             | ≈18               | 1:18         | 36° 17′ 12,9″ N, 88° 18′ 5,4″ W   | |         |
| Eiffelturm Satteldorf                      | Deutschland Satteldorf, Baden-Württemberg                        | 17                | 1:19         | 49° 10′ 56″ N, 10° 4′ 28,9″ O     | Befand sich im Gewerbegebiet nahe der Autobahn A 6 auf dem Dach des Caterers Rungis Express, der seinen Ursprung in Fischlieferungen aus dem Ortsteil Rungis in Paris hat. Das Gebäude wurde 2021 abgerissen; der Bereich wurde bis 2022 mit einem Trainingsgelände für Auszubildende des Bauunternehmens Leonhard Weiss (LW-Arena genannt) sowie einem großen Parkplatz überbaut. |         |
| Eiffelturm Kiew                            | Ukraine Kiew                                                     | 16                | 1:20         | 50° 25′ 3,5″ N, 30° 31′ 44,6″ O   | 2015 errichtet als Teil einer Wohnresidenz „French quarter“ (Французький квартал Franzuskyj kwartal). |         |
| Eiffelturm Krasnojarsk                     | Russland Krasnojarsk                                             | 14,80             | 1:22         | 56° 2′ 17,6″ N, 92° 54′ 44,3″ O   | |         |
| Eiffelturm Centre Français de Berlin       | Deutschland Berlin                                               | ≈13               | 1:25         | 52° 33′ 30,2″ N, 13° 20′ 18,6″ O  | Holzmodell, 1994 beim Abzug der französischen Alliierten (siehe Viermächte-Status – Berlin) von den Organisatoren des Deutsch-Französischen Volksfestes gespendet. Muss etwa alle 10 Jahre erneuert werden. |         |
| Eiffelturm Mini-Europa                     | Belgien Brüssel                                                  | 12,96             | 1:25         | 50° 53′ 39,4″ N, 4° 20′ 21,2″ O   | Mini-Europa ist ein Miniaturenpark in Brüssel, in dem Monumente der Europäischen Union im Maßstab von 1:25 nachgebildet sind. |         |
| Minimundus                                 | Österreich Klagenfurt am Wörthersee, Kärnten                     | 12,96             | 1:25         | 46° 37′ 11″ N, 14° 15′ 52″ O      | Gehört zum Miniaturenpark Minimundus. |         |
| Brisbane Eiffel Tower                      | Australien Brisbane, Queensland                                  | ≈12               | 1:25         | 27° 28′ 14,5″ S, 153° 0′ 16,9″ O  | |         |
| Eiffelturm Kota                            | Indien Kota, Rajasthan                                           | 12                | 1:25         | 25° 10′ 50″ N, 75° 50′ 47″ O      | |         |
| Eiffelturm Tobu World Square               | Japan Themenpark Tobu World Square, Nikkō, Präfektur Tochigi     | 12                | 1:25         | 36° 48′ 24″ N, 139° 42′ 44″ O     | Der Miniaturenpark enthält auch eine Miniatur des Tokyo Towers, der selbst eine Nachbildung des Eiffelturms ist, siehe dessen Listeneintrag. |         |
| Eiffelturm Kabardinka                      | Russland Kabardinka, Gelendschik, Region Krasnodar               | 12                | 1:25         | 44° 38′ 59″ N, 37° 55′ 54″ O      | 2014 als Touristenattraktion in einem Urlaubsort gebaut. |         |
| Meccano Model                              | USA SciTrek Technology Museum, Atlanta, Georgia                  | 11,5              | 1:28         |                                   | Existiert nicht mehr, das Museum wurde 2004 geschlossen, die Exponate versteigert. Über das Verbleiben oder den Erhalt des Eiffelturm-Modells ist nichts bekannt. |         |
| Eiffelturm Cát Tường Phú Sinh              | Vietnam Mỹ Hạnh Bắc, Distrikt Đức Hòa, Provinz Long An           | 11                | 1:28         | 10° 54′ 1,5″ N, 106° 27′ 43″ O    | Teil des Miniaturenparks Công viên 7 kỳ quan („Park der 7 Weltwunder“), etwa 30 km von Ho-Chi-Minh-Stadt gelegen. Der Name Cát Tường Phú Sinh bedeutet etwa „glückverheißendes Leben“ und bezeichnet das Erholungsgebiet, in dem der Themenpark liegt. |         |
| Torre Eiffel de Bauru                      | Brasilien Bauru, Universitätszentrum                             | 10                | 1:32         | 22° 19′ 30,5″ S, 49° 5′ 32,5″ W   | 1978 zum 25. Jahrestag der Stiftung der Juristischen Fakultät des Instituição Toledo de Ensino errichtet. Relativ abstrakte Replik. |         |
| Eiffelturm Taastrup                        | Dänemark Taastrup, Høje-Taastrup                                 | 10                | 1:32         | 55° 39′ 0,4″ N, 12° 17′ 21,9″ O   | Errichtet, um den Start der Tour de France 2022 in Kopenhagen zu feiern, deshalb auch leuchtend gelb lackiert. |         |
| Eiffelturm Bexbach                         | Deutschland Bexbach, Saarland                                    | 9,7               | 1:33         | 49° 20′ 32,3″ N, 7° 15′ 38,5″ O   | Teil der Gulliver-Welt im Blumengarten Bexbach. Ursprünglich im Deutsch-Französischen Garten Saarbrücken erbaut. |         |
| Montmartre Eiffel Tower                    | Kanada Montmartre, Saskatchewan                                  | 8,5               | 1:40         | 50° 13′ 16″ N, 103° 26′ 55″ W     | Erbaut im Jahre 2009. Von französischen Immigranten umsiedelt, die Gemeinde nennt sich “Paris of the Prairies” („Paris der Prärien“). |         |
| Eiffelturm Waldai                          | Russland Waldai, Oblast Nowgorod                                 | ≈8                | 1:40         | 57° 58′ 32,8″ N, 33° 16′ 4″ O     | 2018 errichtet, steht im Solowjow-Park direkt am Ufer auf einer Landspitze, die in den Waldaisee ragt. In den Farben der russischen Flagge gestrichen. |         |
| Dreyfus Eiffel Tower                       | USA Austin, Texas                                                | 7,5               | 1:45         | 30° 17′ 2″ N, 97° 45′ 6″ W        | Beim Antiquariat Dreyfus Antique Shop. |         |
| Replica da Torre Eiffel                    | Brasilien Santos Dumont, Minas Gerais                            | 7                 | 1:50         | 21° 27′ 21,2″ S, 43° 33′ 7,3″ W   | Gebaut 2001 in seinem Geburtsort zum Gedenken an den 100. Jahrestag des Fluges von Alberto Santos Dumont um den Eiffelturm – im Zentrum auf dem Mittelstreifen der Hauptstraße. Aus diesem Anlass wurde auch dieser Ort, der zuvor Palmira hieß, ihm zu Ehren in Santos Dumont umbenannt.                                                                                          |         |
| Eiffel Tower                               | USA Paris, Michigan                                              | 6                 | 1:54         | 43° 47′ 17,8″ N, 85° 30′ 1,9″ W   | Steht im Park. |         |
| Eiffel Tower La Fayette Village            | USA Raleigh, North Carolina                                      | 6                 | 1:54         | 35° 53′ 41,8″ N, 78° 37′ 14,2″ W  | Neben einem Einkaufszentrum, das französisches Flair versprühen soll. |         |
| Eiffelturm Swenigowo                       | Russland Swenigowo, Mari El                                      | 3,50              | 1:100        | 55° 58′ 19,1″ N, 48° 0′ 52,6″ O   | Steht im Zentrum der Stadt. |         |
| Eiffelturm Uman                            | Ukraine Uman, Oblast Tscherkassy                                 | 3,25              | 1:100        | 48° 45′ 0″ N, 30° 13′ 10″ O       | Steht im Park im Zentrum des Ortes. |         |
| Eiffelturm                                 | Deutschland Lauterstein, Baden-Württemberg                       | 3,24              | 1:100        | 48° 42′ 27,2″ N, 9° 53′ 12,9″ O   | In Lauterstein, Kreis Göppingen, hat sich ein Rentner in seinem Garten einen privaten Miniaturenpark gebaut. Darin stehen zudem Nachbildungen der Golden Gate Bridge (14 Meter lang) und des Atomiums. |         |
| Eiffelturm am Nikitin-Gymnasium            | Russland Woronesch                                               | 3,24              | 1:100        | 51° 41′ 28″ N, 39° 11′ 2″ O       | Steht auf einem Freigelände des Nikitin-Gymnasiums Woronesch. |         |
| Eiffelturm Baku                            | Aserbaidschan Baku                                               | ≈3                | 1:110        | 40° 22′ 19″ N, 49° 50′ 39,9″ O    | Im Einkaufszentrum Sahil, am Ladengeschäft Parfums de France. |         |

## Nachbauten unbekannter Höhe
- Kabul, Afghanistan[19]
- Einkaufspark Barra World in Rio de Janeiro, Brasilien[13]
- Rio Claro, São Paulo, Brasilien[13]
- Eiffelturm im Beijing World Park, Peking, China – 39° 48′ 33,6″ N, 116° 16′ 51,6″ O
- Yushan, Ma’anshan, Anhui, China; im Miniaturenpark der Weltwunder
- Apach, Frankreich, am Dreiländereck zu Deutschland und Luxemburg; die Kopie steht direkt an der Grenze zu Deutschland – 49° 27′ 59″ N, 6° 22′ 18″ O
- Ungefähr 3 Meter großes Modell in Breil (Maine-et-Loire), Frankreich; in der Rue des Cèdres – 47° 28′ 34,4″ N, 0° 9′ 29,9″ O
- Wickerturm in Bussières-lès-Belmont, Frankreich – 47° 44′ 45,3″ N, 5° 33′ 4,2″ O
- Tegucigalpa, Honduras; soll 8 m hoch sein[19]
- Tuntang, Semarang (Zentral-Java), Indonesien; Bambus-Konstruktion, steht im flachen Wasser am Ostufer des Sees Rawa Pening, ist über einen langen Steg zugänglich – 7° 16′ 33,7″ S, 110° 26′ 57,8″ O
- Almaty, Kasachstan; etwa 10 Meter hohes Modell vor einem Geschäft mit französischen Waren in der Furmanowstraße[40]
- Aqtau, Kasachstan; Modell vor dem Bürogebäude einer Ölfirma
- Bischkek, Kirgisistan; etwa 3 Meter hohes Modell vor einer Tierhandlung
- Modell im Einkaufszentrum First World Plaza in Genting Highlands, Malaysia[41]
- Culiacán, Sinaloa, Mexiko; Paris Motel, an der Straße zwischen Culiacán und Guamuchil – 24° 50′ 16″ N, 107° 26′ 16,4″ W
- Stadtmitte von Sainschand in der Mongolei; eine Turmuhr, rosa angestrichen – 44° 53′ 31,5″ N, 110° 8′ 19,1″ O[42]
- im Miniaturenpark von Inwałd, Polen
- Bloemfontein, Südafrika; in einem Industriegebiet nahe dem Vorort Batho – 29° 8′ 48,1″ S, 26° 13′ 0,8″ O
- Hartbeespoort (westlich von Pretoria), Südafrika; auf dem French Toast Restaurant[43]
- Pretoria, Südafrika; etwa 6 Meter hohes Model im Boekenhout-Haus
- Stellenbosch, Südafrika; etwa 9 Meter hohes Modell, im Dagbreek, Victoria Street[44]
- Donezk, Ukraine; geschmiedete Kopie, soll etwa 2,5 m hoch sein; steht in einem Park mit weiteren geschmiedeten Modellen (Парк кованих фігур Park kowanych figur, „Park der geschmiedeten Figuren“) – 48° 0′ 59,1″ N, 37° 48′ 3,2″ O
- Gettysburg, Pennsylvania, USA; im Devonshire Apartment Complex, der heute das Grundstück der früheren Touristenattraktion International Village eingenommen hat – 39° 45′ 47,9″ N, 77° 16′ 3″ W
- Modell beim Napa County California Superior Courthouse, USA; gebaut in Frankreich[45]
- Queens, New York, USA; auf dem Dach des Paris Suites Hotel, sichtbar vom benachbarten Long Island Expressway – 40° 44′ 17,9″ N, 73° 51′ 1,8″ W
- Paris, Arkansas, USA; in einem Park nahe der Stadtmitte, soll circa 8 Meter hoch sein –35° 17′ 32,3″ N, 93° 43′ 51,7″ W
- Da Lat, Vietnam; wurde als Sendemast von Viettel vorgesehen – 11° 56′ 14,1″ N, 108° 26′ 18,6″ O

### Galerie

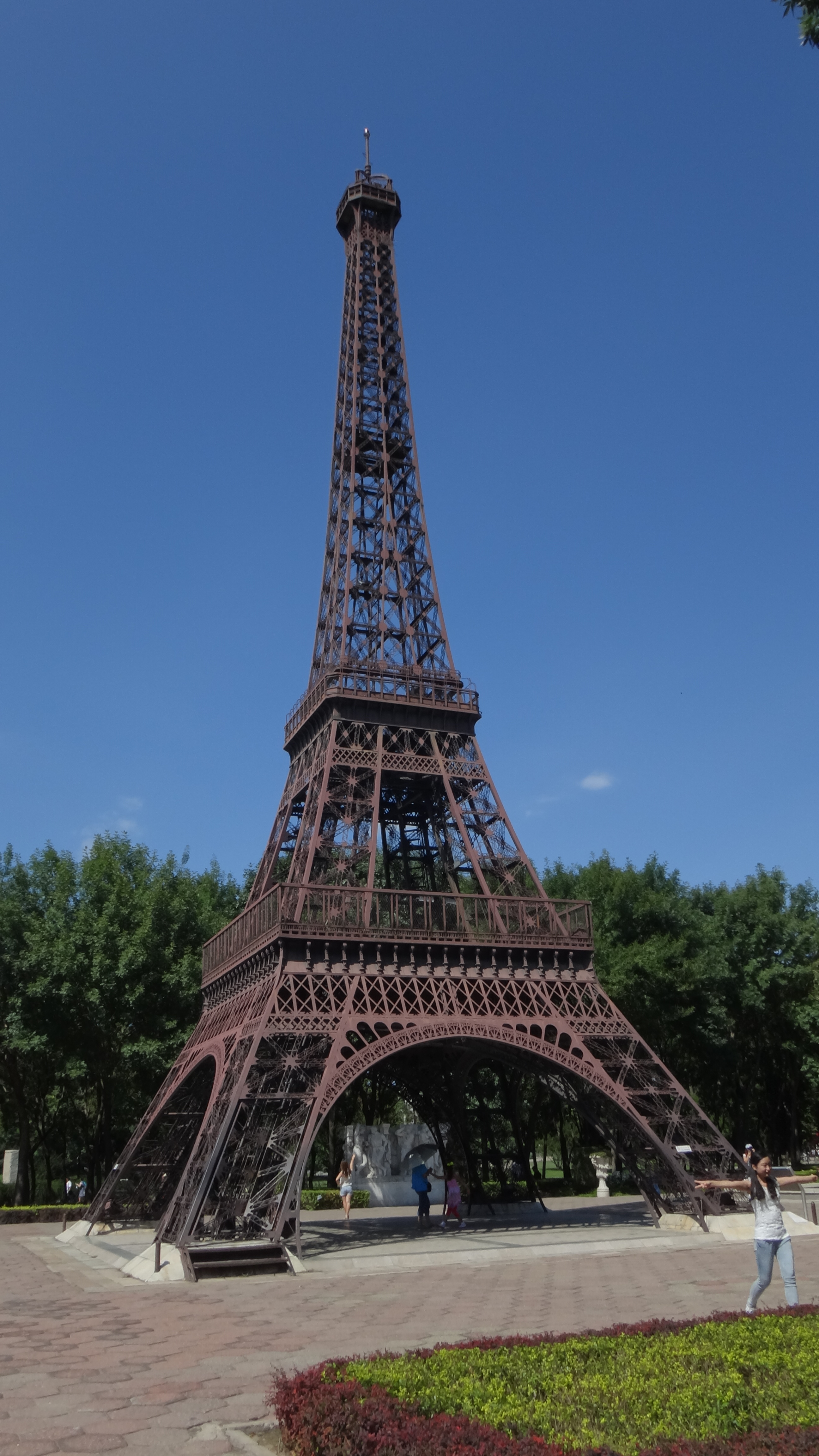
Eiffelturm im Beijing World Park, China
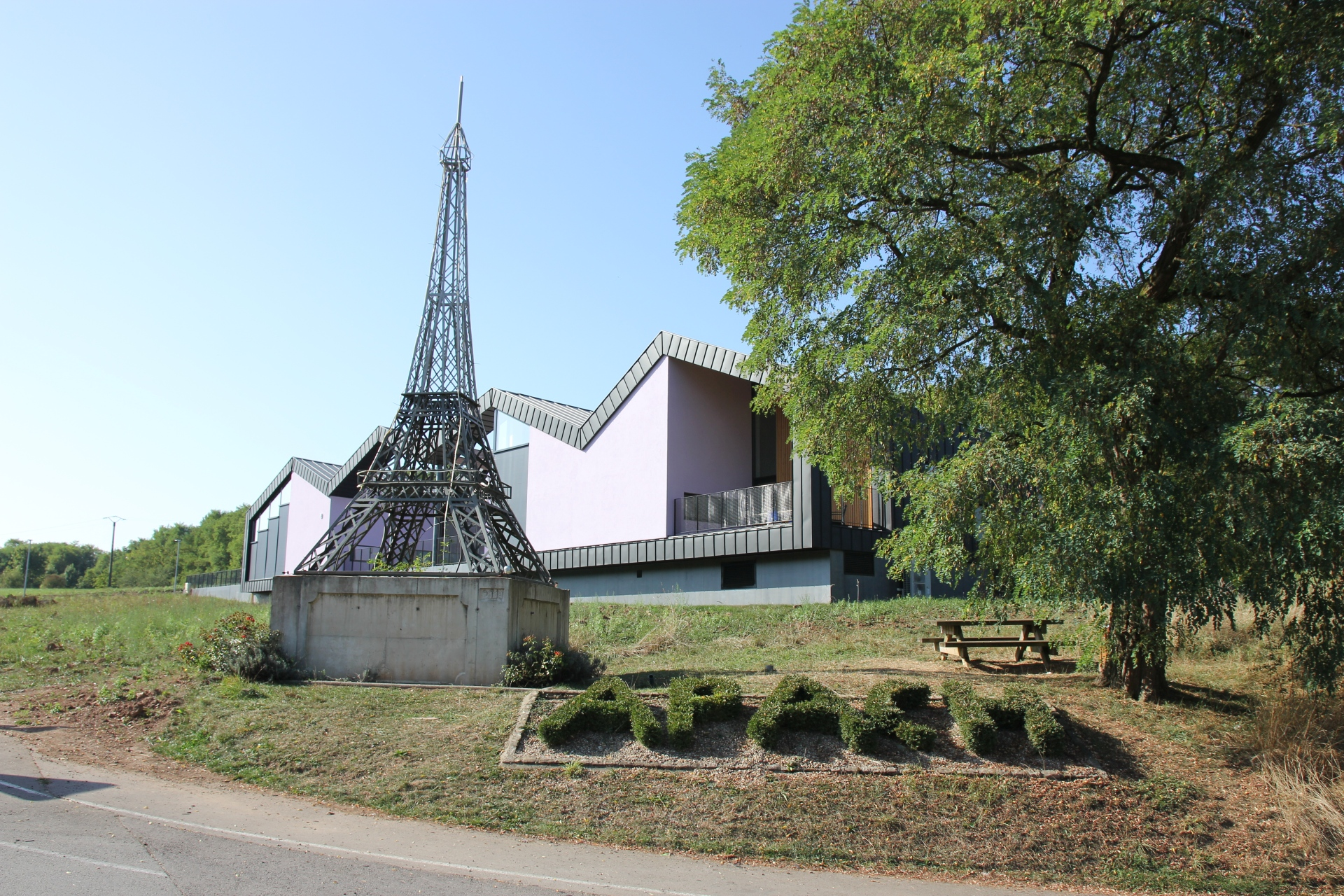
Modell in Apach, Frankreich
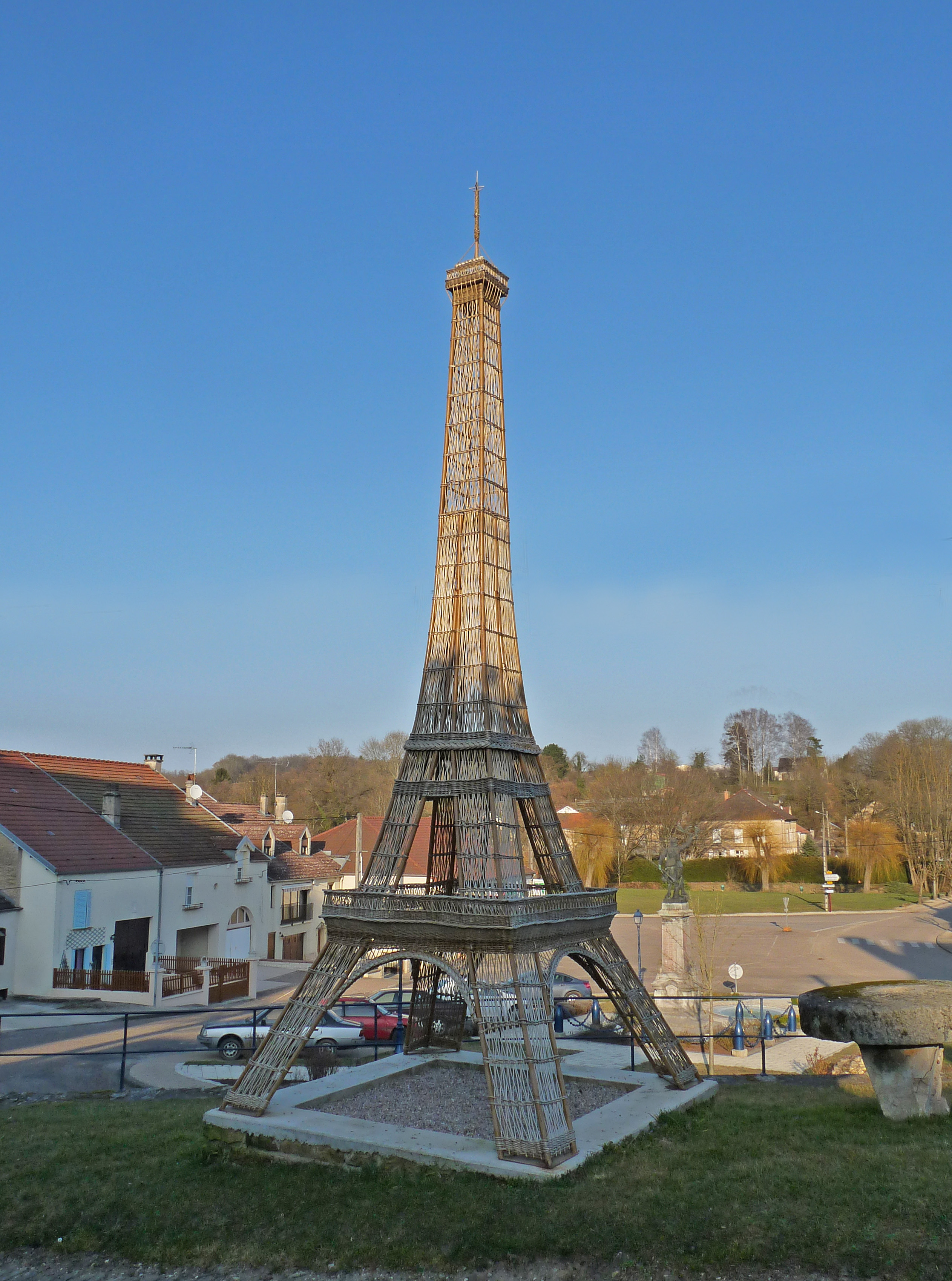
Wickerturm in Bussières-lès-Belmont, Frankreich
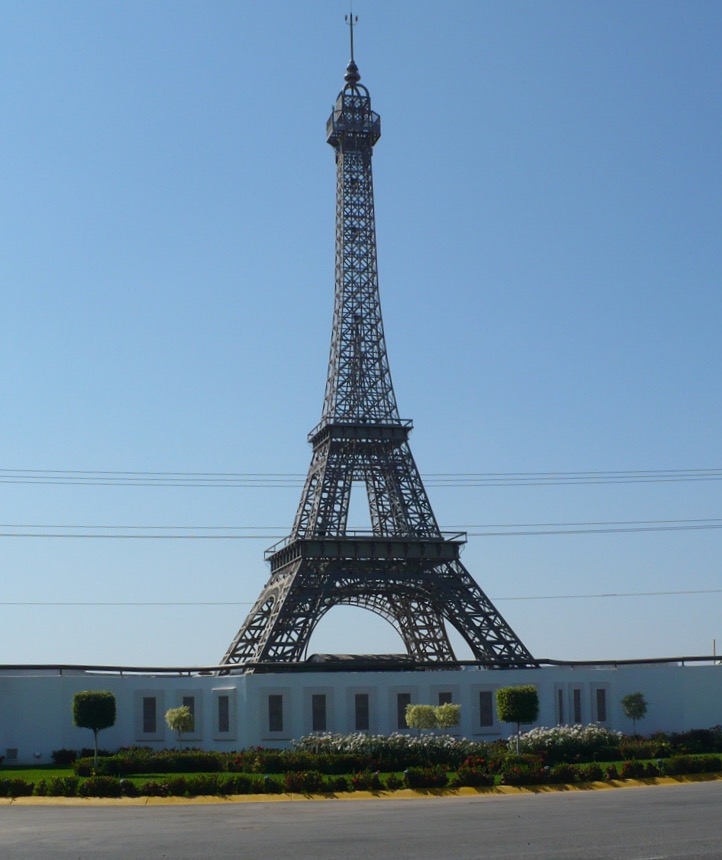
Replik in Culiacán, Mexiko
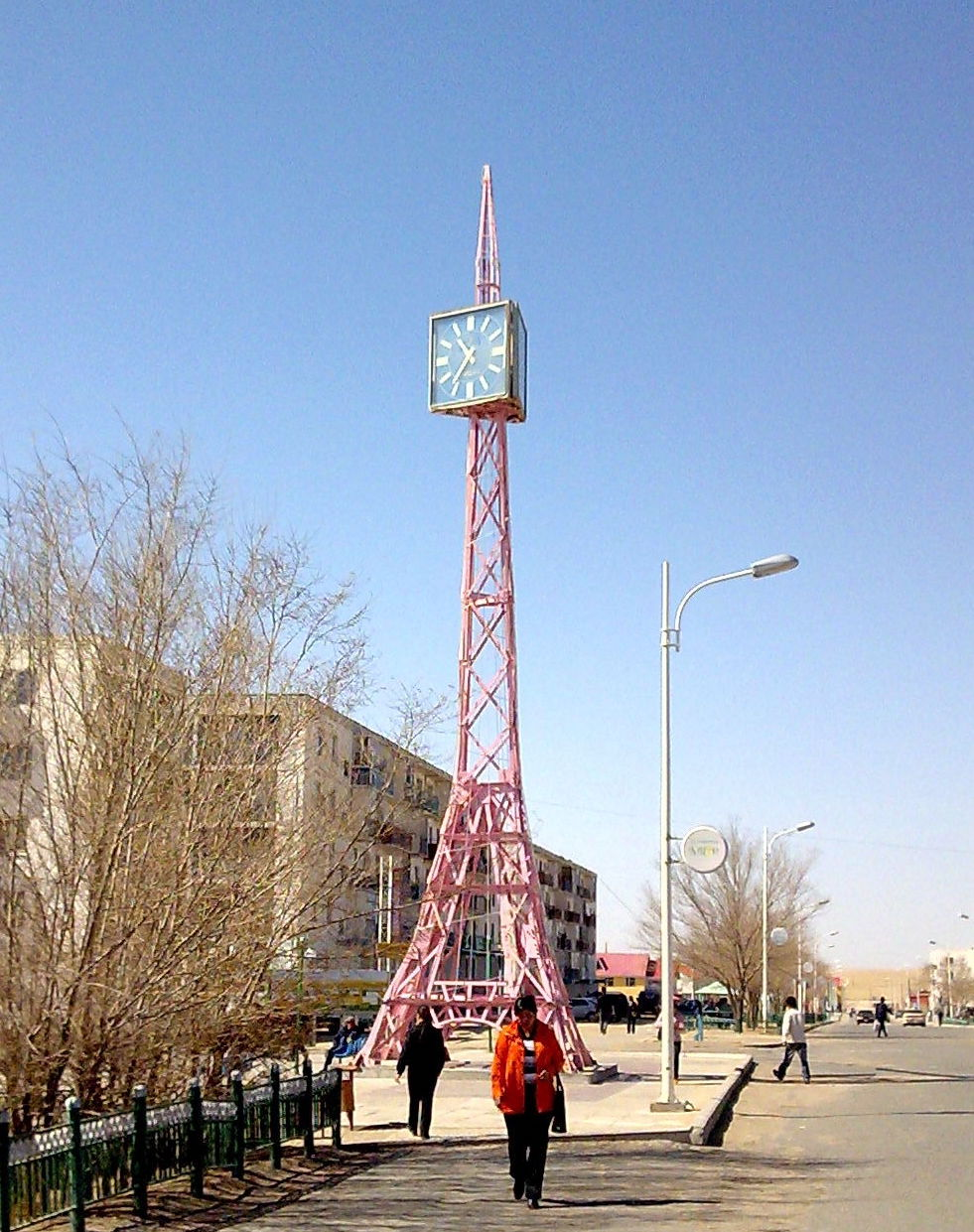
Turmuhr in Sainschand, Mongolei
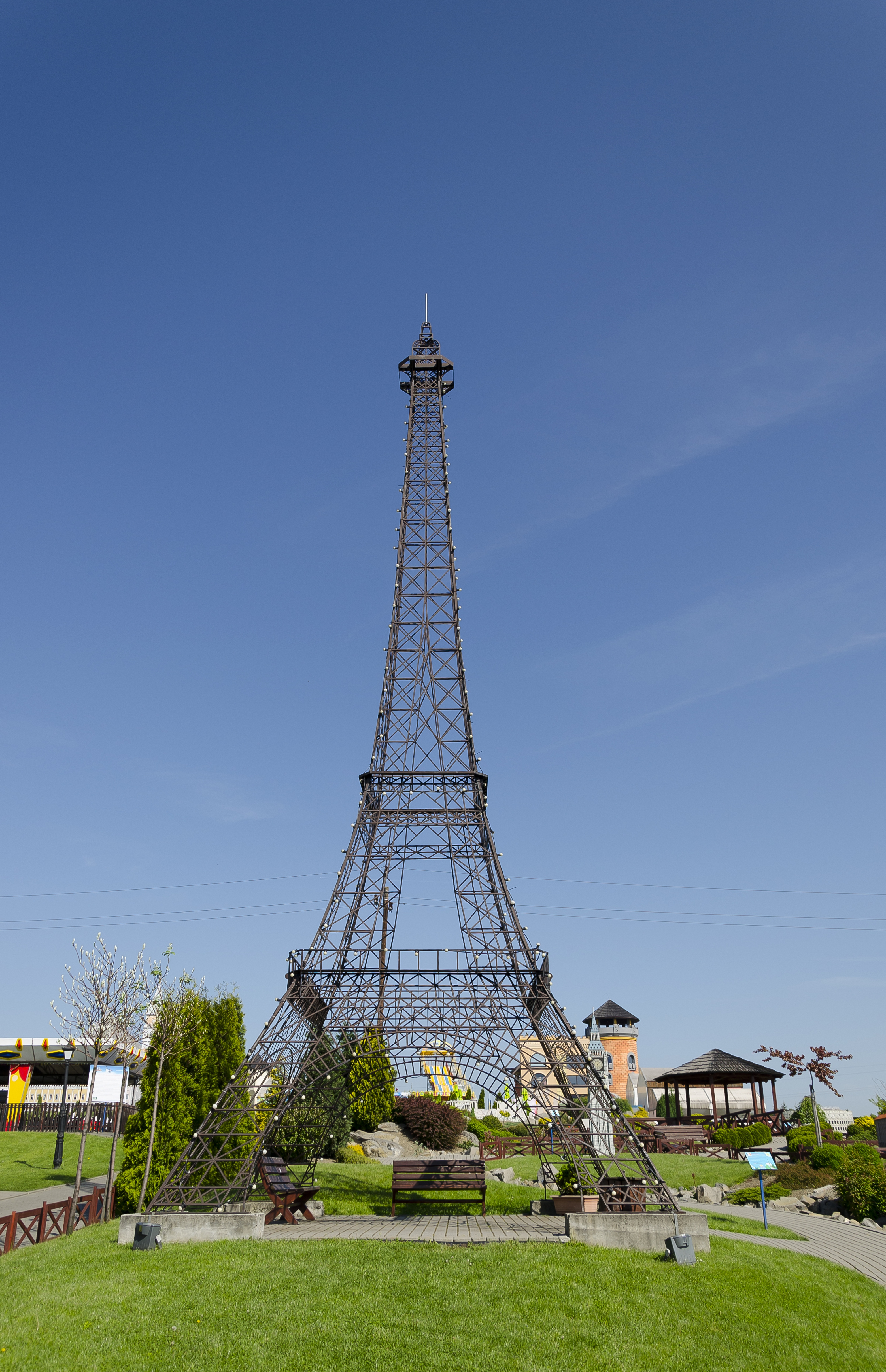
Replik in Inwałd, Polen
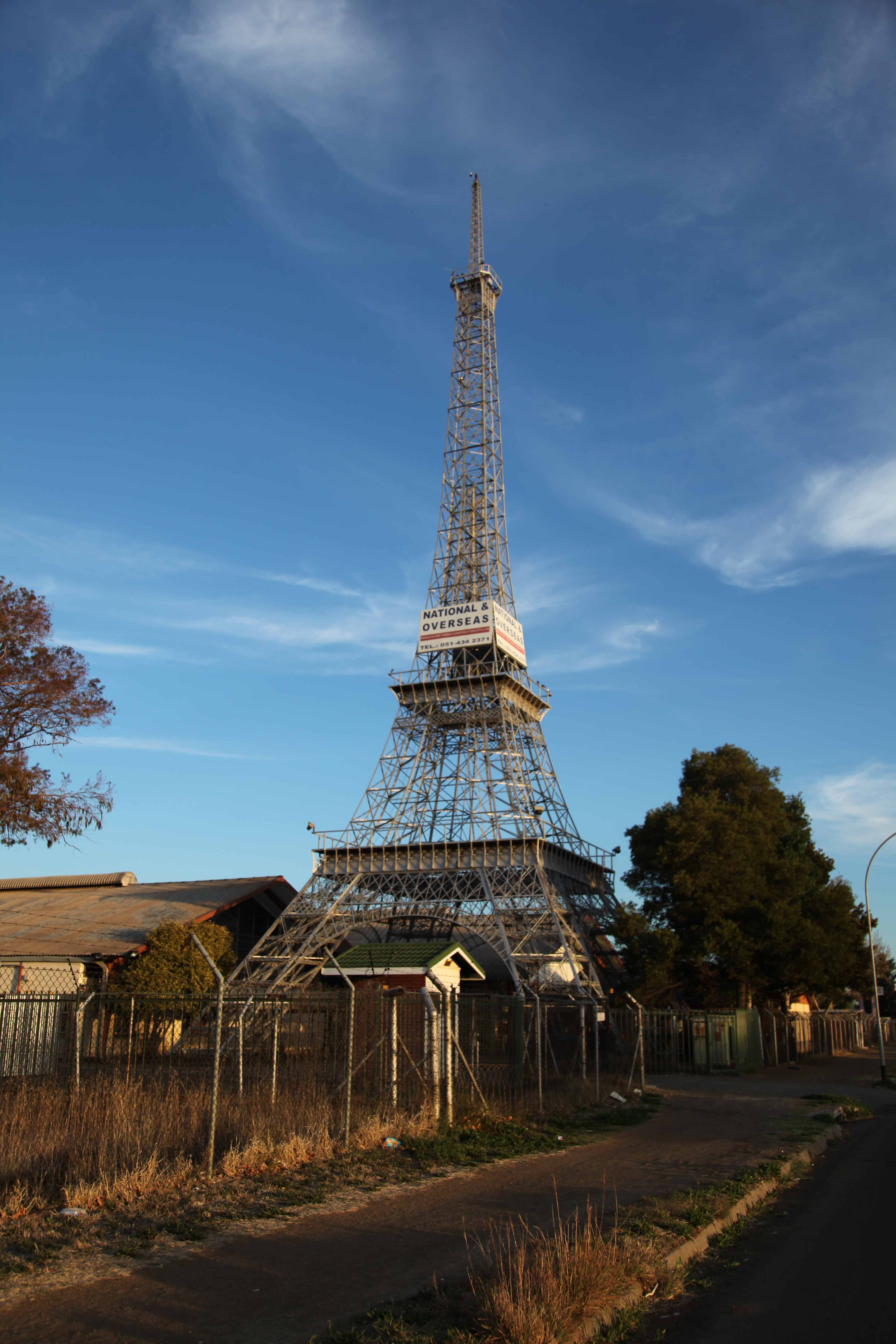
Replik in Bloemfontein, Südafrika
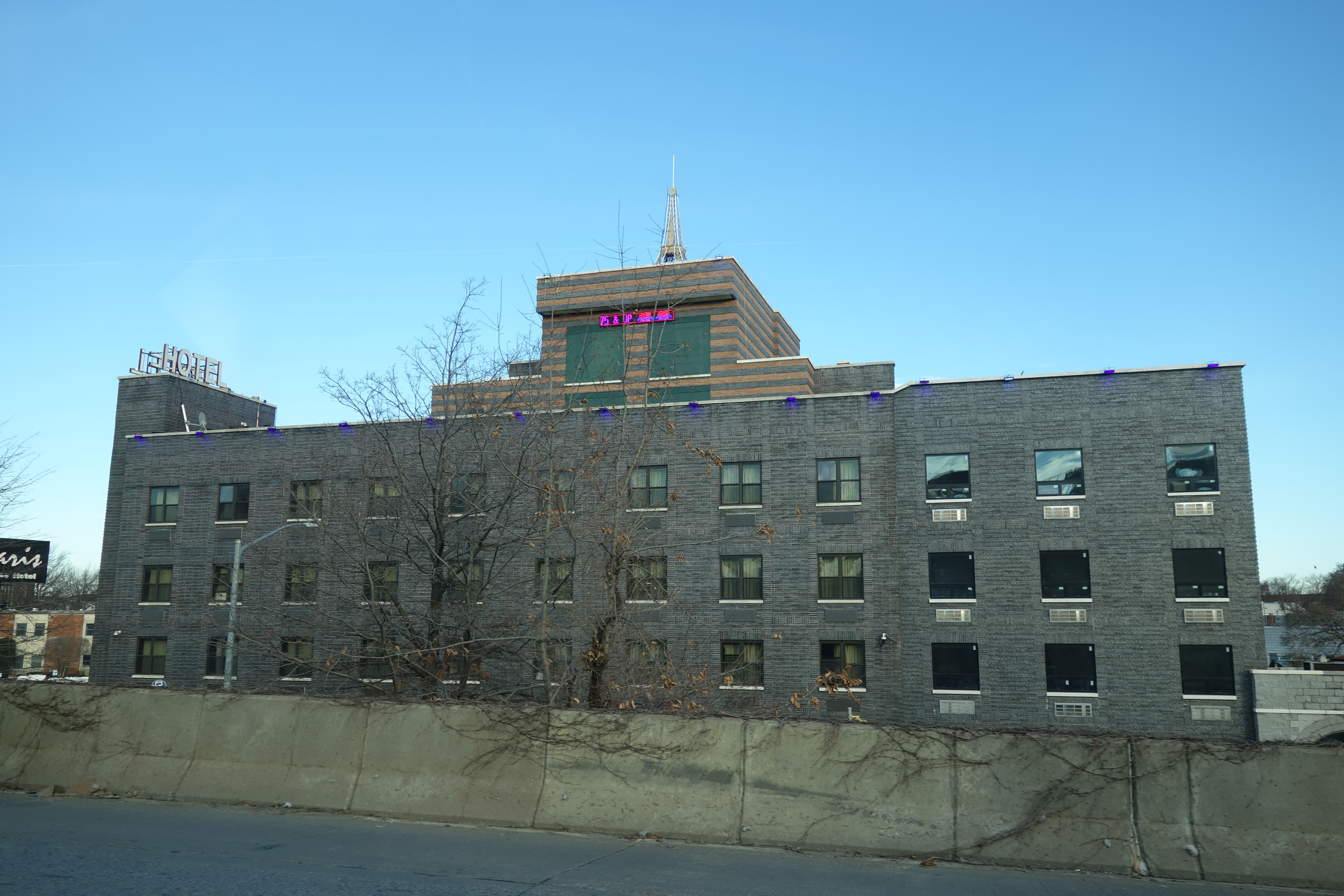
Paris Suites Hotel in Queens, New York City, mit Modell auf dem Dach
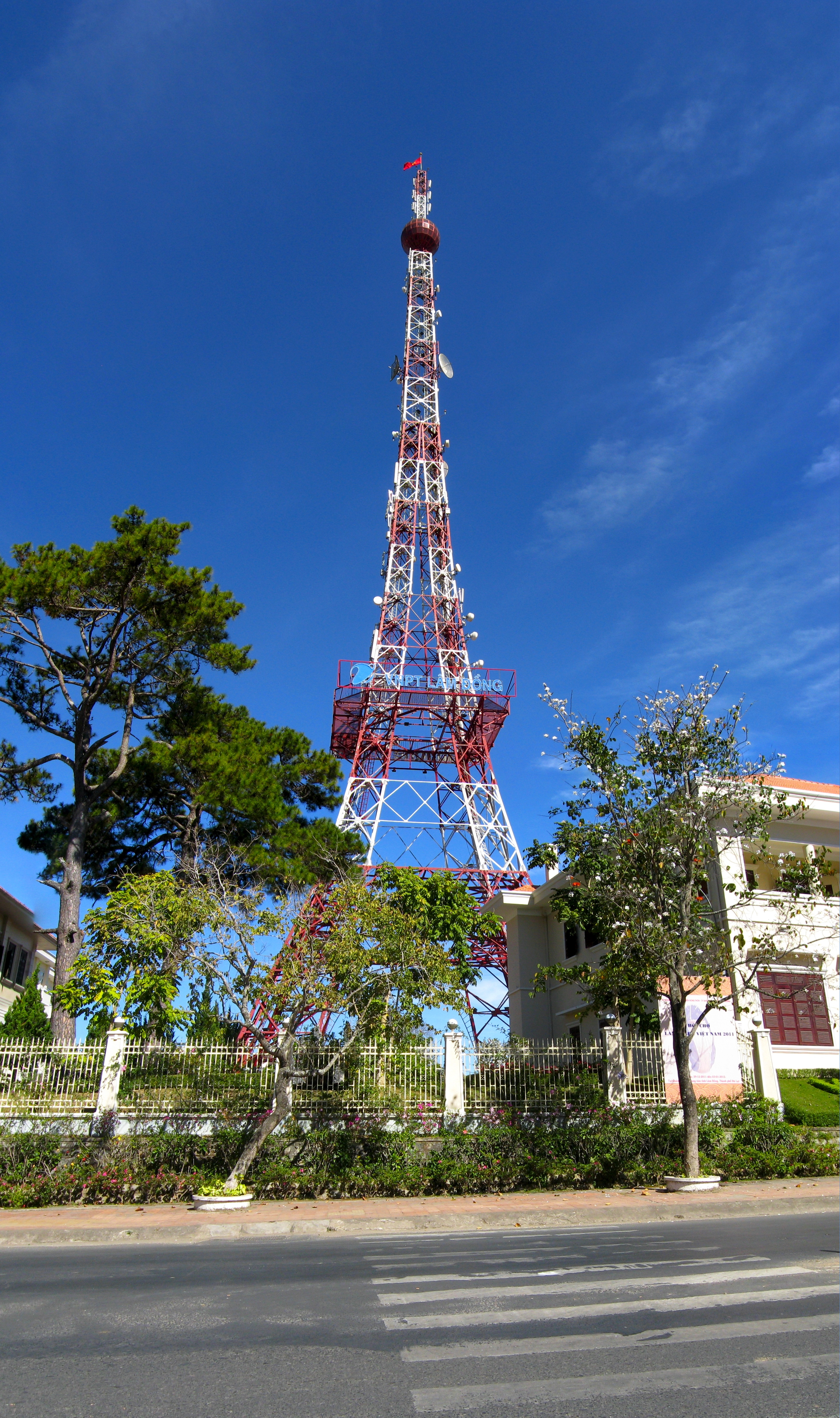
Sendemast in Da Lat, Vietnam